# Антоний (Костов)
Епископ Антоний (в миру Константин Михайлов Костов-Мучитанов; 23 сентября 1915, село Хырлец, близ Оряхова, Болгария — 13 апреля 2002, Русе) — епископ Болгарской православной церкви, епископ Проватский, викарий Софийской епархии.

## Биография
Родился в семье беженцев из Македонии. Основное образование получил в Софии. Осенью 1931 года поступил в Софийскую духовную семинарию, которую окончил в 1937 году. После этого поступил на Богословский факультет святого Климента Охридского Софийского университета, который окончил в 1941 году.
С 1 августа 1941 года по 30 августа 1942 года — секретарь архиерейского наместничества (благочиния) в городе Драма и делопроизводитель при Драмской митрополии.
25 июля 1942 года в Рыльской обители митрополитом Неврокопским Борисом (Разумовым) был пострижен в монашество с именем Антоний под духовное наставничество архимандрита Евгения (Шиварова).
30 августа 1942 года был рукоположён во иеродиакона, после чего был митрополичьим диаконом в городе Драма.
1 сентября 1943 года назначен за помощником-секретарём Драмской митрополии.
10 октября 1943 года в храме Введения Пресвятой Богородицы в городе Драма рукоположён в сан иеромонаха.
1 марта до 15 сентября 1944 года служил протосинкеллом Драмской митрополии.
1 декабря 1944 года назначен за протосинкеллом Неврокопской митрополия. Занимал эту должность до конца декабря 1949 года.
7 января 1947 года в кафедралльном храме Введения Пресвятой Богородицы в городе Горна Джумая (ныне Благоевград) митрополитом Неврокопским Борисом был возведён в сан архимандрита.
С 1 января 1950 года до конца сентября 1951 года был ректором Пастырско-богословского института в Черепишком монастыре.
С 1 октября по 31 декабря 1951 года служил игуменом Троянского монастыря, а с 1952 года управлял пансионом при Софийской духовной академии.
С 1 января 1952 по 7 июля 1956 года — управляющий пансиона при Софийской духовной академии.
С 7 июля 1956 по 1 сентября 1960 года служил настоятелем Болгарского подворья в Москве.
С 1 сентября 1960 года служил в Культурно-просветительском отделе Священного Синода, а 1 января 1961 года назначен его начальником.
16 декабря 1962 года в Патриаршем собор Святого Александра Невского был рукоположён в викарного епископа Проватского, после чего до конца июля 1971 года служил викарием Видинской епархии.
С 1 августа 1971 до 1 августа 1977 года епископ Антоний служил председателем церковного настоятельства патриаршего собора святого Александра Невского.
С 1 августа 1977 по 20 декабря 1985 года служил викарием Доростольско-Червенской епархии, после чего был епископом в распоряжении Священного Синода.
1 декабря 1989 года до июля 1992 года — вновь председатель церковного настоятельства патриаршего собора святого Александра Невского.
С 18 мая 1992 года по 2 августа 1995 года был членом Альтернативного синода Болгарской православной церкви как епископ Проватский.
Принёс покаяние, и с 2 августа 1995 года являлся Патриаршим викарием. До смерти жил на покое в городе Русе, где и скончался 13 апреля 2002 года.
Его отпевание было совершено в Никольском храме в Русе 15 апреля Болгарским патриархом Максимом в сослужении митрополитов Врачанского Каллиника (Александрова), бывшего Нью-Йоркского Геласия (Михайлова), Русенского Неофита (Димитрова), епископа Илариона (Цонева), главного секретаря Священного Синода архимандрита Бориса (Добрева), и священников Русенской епархии.